# Supercoppa polacca (pallavolo femminile)
La Supercoppa polacca è una competizione pallavolistica per squadre di club polacche femminili, organizzata con cadenza annuale dalla PLS.

## Edizioni
| Edizione      | Edizione                | Podio              | Podio         | Podio            |               |
| Anno          | Sede della finale       | Campione           | Risultato     | Finalista        |               |
| ------------- | ----------------------- | ------------------ | ------------- | ---------------- | ------------- |
| 2005 Dettagli | Szamotuły               | Pałac Bydgoszcz    | 3 - 2         | Calisia          |               |
| 2006 Dettagli | Szamotuły               | BKS                | 3 - 0         | Muszynianka      |               |
| 2007 Dettagli | Szamotuły               | Calisia            | 3 - 0         | BKS              |               |
| 2008 Dettagli | Szamotuły               | PTPS               | 3 - 2         | Muszynianka      |               |
| 2009 Dettagli | Szamotuły               | Muszynianka        | 3 - 0         | BKS              |               |
| 2010 Dettagli | Szamotuły               | BKS                | 3 - 1         | Budowlani Łódź   |               |
| 2011 Dettagli | Szamotuły               | Muszynianka        | 3 - 0         | BKS              |               |
| 2012 Dettagli | Szamotuły               | Dąbrowa Górnicza   | 3 - 0         | Atom Trefl Sopot |               |
| 2013 Dettagli | Szamotuły               | Dąbrowa Górnicza   | 3 - 0         | Atom Trefl Sopot |               |
| 2014 Dettagli | Szamotuły               | Chemik Police      | 3 - 1         | Muszyna          |               |
| 2015 Dettagli | Zawiercie               | Chemik Police      | 3 - 0         | Atom Trefl Sopot |               |
| 2016          | -                       | Non disputata      | Non disputata | Non disputata    | Non disputata |
| 2017 Dettagli | Dąbrowa Górnicza        | Budowlani Łódź     | 3 - 1         | Chemik Police    |               |
| 2018 Dettagli | Łódź                    | Budowlani Łódź     | 3 - 2         | Chemik Police    |               |
| 2019 Dettagli | Kalisz                  | Chemik Police      | 3 - 0         | ŁKS              |               |
| 2020 Dettagli | Lublino                 | Budowlani Łódź     | 3 - 1         | Chemik Police    |               |
| 2021 Dettagli | Lublino                 | Developres Rzeszów | 3 - 2         | Chemik Police    |               |
| 2022 Dettagli | Stettino                | Developres Rzeszów | 3 - 2         | Chemik Police    |               |
| 2023 Dettagli | Łódź                    | Chemik Police      | 3 - 1         | ŁKS              |               |
| 2024 Dettagli | Ostrowiec Świętokrzyski | BKS                | 3 - 0         | Chemik Police    |               |

## Palmarès
| Squadra            | Titolo | Edizione               |
| ------------------ | ------ | ---------------------- |
| Chemik Police      | 4      | 2014, 2015, 2019, 2023 |
| BKS                | 3      | 2006, 2010, 2024       |
| Budowlani Łódź     | 3      | 2017, 2018, 2020       |
| Muszyna            | 2      | 2009, 2011             |
| MKS                | 2      | 2012, 2013             |
| Developres Rzeszów | 2      | 2021, 2022             |
| Calisia            | 1      | 2007                   |
| Pałac Bydgoszcz    | 1      | 2005                   |
| PTPS               | 1      | 2008                   |